# 朝樹りさ
朝樹 りさ（あさき りさ、7月12日 - ）は、日本の女性声優。山口県出身。フリーランス。

## 人物
以前はイエローテイルに所属していた。
趣味は読書、映画鑑賞。特技は荷物持ち、書道、ピアノ。
上田朱音と「萌え萌え2次ラジオ☆デラックス」のアシスタント「見習いTai」として活動していたが、イベントで「Tempaly」として改名し、活動の場を広げている。

## 出演

### テレビアニメ
- あっちこっち（2012年、女子生徒、虎ネコ）
- Rewrite（2016年 - 2017年、此花ルチア[3]、リューバ）
- かぎなど（2021年 - 2022年、此花ルチア[4]） - 2シリーズ[一覧 1]

### OVA
- 華ヤカ哉、我ガ一族 キネトグラフ（2012年、杉村たえ[5]）

### ゲーム
2007年
- APOCALYPSE〜DESIRE NEXT〜

2009年
- お掃除戦隊くりーんきーぱーH（れしぃ）
- 俺がオマエを守る（エルザ・クセルブル）
- 地獄少女 澪縁（笠間御咲）
- トリニティ・ユニバース
- 不確定世界の探偵紳士 〜悪行双麻の探偵ファイル〜（リー・ウェイディン）
- 萌え萌え2次大戦（略）2[chu〜♪]（ゆきかぜ）

2010年
- アガレスト戦記2（シンシア）
- 真・マスターオブモンスターズFinal EX〜無垢なる嘆き、天冥の災禍〜（運命の三女神クロト・ラクシス・アトロポス）
- TouchKiraKira:re for "i"（長谷部八重）
- 華ヤカ哉、我ガ一族（杉村たえ）
- もっとNUGA-CEL!（ルカ）

2011年
- アンジェリーク 魔恋の六騎士（セリーナ）
- うみねこのなく頃に散 〜真実と幻想の夜想曲〜（コーネリア）
- 出撃!! 乙女たちの戦場2〜天翔ける衝撃の絆〜（荻谷学美、ラルフ、ロキ）
- 華ヤカ哉、我ガ一族 キネマモザイク（杉村たえ）
- 二世の契り 想い出の先へ
- 萌え萌え大戦争☆げんだいばーん / ＋ / 3D（ウラール） - 3作品
- Rewrite（此花ルチア）

2012年
- 戦極姫3〜天下を切り裂く光と影〜 PSP版（森蘭丸）
- バクダン★ハンダン（マイ）
- エルクローネのアトリエ（ミランダ、ベリンダ）
- 萌え萌え大戦争☆げんだいばーん++（ウラール）
- Rewrite Harvest festa!（此花ルチア）

2013年
- 華ヤカ哉、我ガ一族 黄昏ポウラスタ（杉村たえ）

2015年
- 華ヤカ哉、我ガ一族 モダンノスタルジィ（杉村たえ）
- Rewrite IgnisMemoria（此花ルチア）

2018年
- 艦姫 / 請命令！提督SAMA（武蔵、最上）

2021年
- うみねこのなく頃に咲 〜猫箱と夢想の交響曲〜（コーネリア）

### 吹き替え
- 喧嘩 -ヴィーナス vs 僕-

### ラジオ
- 萌え萌え2次ラジオ☆デラックス（アシスタントパーソナリティ：システムソフト・アルファー・ロックンバナナ、2008年5月8日 - 2008年12月25日）
- はぴ☆くりRadio・はいぱー!（アニメイトTV：2009年9月10日 - 2009年11月26日）

### イベント
- 萌え萌え2次ラジオ☆デラックス公開録音　春,夏
- NEXT STAGE〜Banana Children's LIVE Ver1.8/略して、バナチル1.8〜
- NEXT STAGE〜Banana Children's LIVE Ver2.0/略して、バナチルver2.0〜
- NEXT STAGE〜Banana Children's LIVE Ver2.0/略して、バナチルver2.3〜
- だぶる発売!!　ゲームも音楽CDも『萌え萌え2次大戦(略)☆デラックス』
- バナラジだよ、全員集合

### ボーカル
- PSPゲーム『ブレイジングソウルズ アクセレイト』主題歌「keep having brave soul
- 東方ヴォーカルアレンジ【Happiness 〜少女は幻想で恋を唄う〜】」なないろ」
- PCゲーム『はぴ☆さま! 〜宮乃森村へようこそ!〜』挿入歌「想イ咲ク」

### ドラマCD
- （株）ツバメ警備保障（五十嵐環）
- 華ヤカ哉、我ガ一族 シリーズ（杉村たえ）
  - 華ヤカ哉、我ガ一族 ドラマCD 「賑わいませう、星降る聖夜に」
  - 華ヤカ哉、我ガ一族 キネマモザイク ドラマCD 〜宮ノ杜とらぶる〜
- 萌え萌え2次大戦(略)☆デラックス
- ハオルシア（アサキ・ユメミ）

### 音楽CD
- も〜っと! 萌え萌え☆歌合戦
- ゆういろ